# دینو اوربانی
دینو اوربانی (ایتالیایی: Dino Urbani; ۸ مارس ۱۸۸۲ – ۹ مهٔ ۱۹۵۸) شمشیرباز اهل ایتالیا بود.
وی در مسابقات کشوری و بین‌المللی در مجموع برندهٔ ۲ مدال طلا شده‌است.